# Baixadeiro
Le Baixadeiro (portugais : baixadeiro) est une race de chevaux originaire des Baixadas (les bas paysages) dans l'État du Maranhão, en région Nordeste du Brésil. Pour prévenir l'extinction dont il est menacé, l'Entreprise brésilienne de recherche agronomique (EMBRAPA - Empresa Brasileira de Pesquisa Agropecuária) et la faculté d'agronomie de l'université d'État du Maranhão (UEMA - Universidade Estadual do Maranhão) ont fondé un programme pour la préservation, réalisé à la ferme-école de l'UEMA à São Bento, MA. Le Baixadeiro est apte à la selle.

## Histoire
Ce cheval également connu sous le nom de baixo-Amazonia est le résultat de croisements avec des races provenant de la péninsule Ibérique, probablement des Garrano et des Barbes. Il a un long passé de cheval sauvage.
La race est sélectionnée depuis une centaine d'années, en priorité pour servir de moyen de transport. Elle s'est développée dans la région des Baixadas du Maranhão, et s'est adaptée à l'écosystème du Nord de cet État, marqué par des périodes de sécheresse qui alternent avec des inondations.
Cette race est proche des chevaux Pantanal et Marajoara, qui vivent dans les mêmes zones inondées, et qui sont en mesure de se nourrir et de se déplacer avec les pieds dans l'eau. Cette race en voie de disparition a récemment été étudiée par l'Université d'État du Maranhão et une partie du programme d'Embrapa pour la préservation et l'amélioration génétique des animaux domestiques menacés d'extinction.

## Description
La taille moyenne déterminée à partir de la masure de 418 animaux par Luiz Bruno Oliveira Chung, dans le cadre de son master en sciences animales, est de 1,285 m, ce qui classe la race comme poney. Le poids moyen déterminé par la même étude est de 246,848 kg.
Le Larousse dos cavalos (2006) et le guide Delachaux (2014), qui copie des données anciennes de plusieurs pages de Wikipédia, indiquent une moyenne de 1,40 m. CAB International (2016) cite 1,42 m.
Le modèle est léger. Le profil de tête est rectiligne.
Sa robe est généralement baie, mais on trouve aussi de l'alezan, du noir et du gris.
Une analyse a été menée en 2015 pour déterminer le nombre de chevaux contaminés par des maladies infectieuses : sur un échantillon de 415 chevaux, 81 étaient porteurs de l'anémie infectieuse équine, 2 de la morve, et 4 de la brucellose.

## Utilisations
Le Baixadeiro sert depuis longtemps de monture pour les communautés locales et est largement utilisé en particulier pour le travail du bétail, et les fêtes populaires. Il est apte à la selle, mais pas à la traction. Il peut porter une charge de 92 kg en se déplaçant au trot ou au galop.

## Diffusion de l'élevage
La base de données DAD-IS ne fournit aucune information d'effectifs.